# 1375 az irodalomban
Az 1375. év az irodalomban.

## Halálozások
- december 21. – Giovanni Boccaccio itáliai író, költő, humanista, a Dekameron írója (* 1313)